# Margen izquierda del Rin

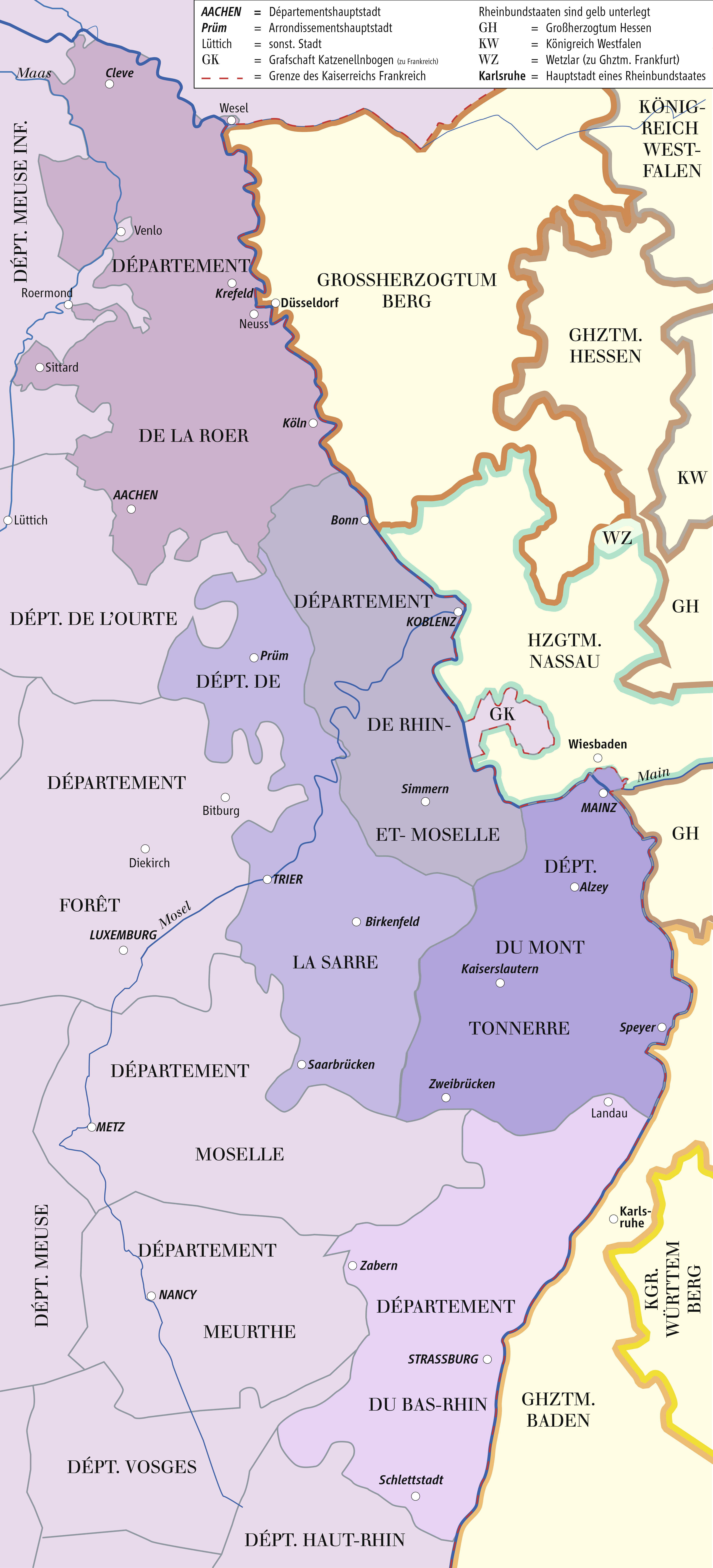
Departamentos franceses creados en la margen izquierda del Rin, destacados en colores más oscuros.

La margen izquierda del Rin (en alemán: Linkes Rheinufer, en francés: rive gauche du Rhin) fue la región situada al norte de Lauterbourg, actualmente en el extremo occidental de Alemania, que fue conquistada durante la guerra de la Primera Coalición y anexionada por la Primera República Francesa.
Tras fracasar el intento francés de crear una República Cisrenana, los territorios al oeste del río Rin se reorganizaron en varios departamentos franceses. Tras la victoria aliada sobre Napoleón Bonaparte en 1814, los territorios fueron administrados temporalmente por el Departamento Administrativo Central (Zentralverwaltungsdepartement). La provincia de Sarre y el distrito de Landau in der Pfalz, que habían sido franceses antes de las guerras napoleónicas, fueron cedidos por el acta final del Congreso de Viena a los miembros de la coalición antinapoleónica. Las anexiones realizadas por la Primera República se deshicieron. A partir de esos territorios se formaron en 1816 el Círculo del Rin (Rheinkreis) bávaro y la provincia hessiana del Hesse Renano (Rheinhessen).
Las regiones del norte pasaron a Prusia e inicialmente formaron parte de las dos provincias de Jülich-Cléveris-Berg y del Gran Ducado del Bajo Rin, de las que surgió la provincia del Rin en 1822. Los territorios meridionales de la margen izquierda, que habían formado parte del Sacro Imperio Romano Germánico hasta que Francia se apoderó de ellos, principalmente en el siglo XVII durante las guerras de Luis XIV, fueron anexionados por el nuevo Imperio alemán en 1871, tras la derrota de Francia en la guerra franco-prusiana. Algunas partes de la región se consolidaron en el Territorio Imperial de Alsacia y Lorena durante 48 años (1871-1919), pero Alsacia y Lorena fueron devueltas a Francia tras la Primera Guerra Mundial. Alemania conservó el resto de Renania, aunque bajo ocupación aliada de 1918 a 1930.

## Historia

Mapa del Primer imperio francés con sus departamentos según las fronteras vigentes en 1812.

A finales del otoño de 1794, el ejército francés había ocupado la orilla izquierda del Rin. La anexión legal de los territorios se preparó formalmente en el tratado de Leoben (1797) y concluyó con los tratados de Campo Formio (1797) y Lunéville (1801).
En la paz de Basilea de 1795, toda la margen izquierda del Rin pasó a manos de Francia. Su población era de aproximadamente 1,6 millones de habitantes y estaba dividida en numerosos pequeños estados. En  1806, todos los príncipes renanos se unieron a la Confederación del Rin, un estado títere de Napoleón. Francia tomó el control directo de Renania hasta 1814 y liberalizó radical y permanentemente su gobierno, su sociedad y su economía. La coalición de enemigos de Francia hizo repetidos esfuerzos por recuperar el control la región, pero Francia repelió todos sus intentos.
Los franceses barrieron siglos de anticuadas restricciones e introdujeron niveles de eficiencia sin precedentes. El caos y las barreras en una tierra dividida y subdividida entre muchos pequeños principados diferentes 
dieron paso a un sistema racional centralizado y simplificado controlado por París y dirigido por los parientes de Napoleón. El impacto más importante vino de la abolición de todos los privilegios feudales y los impuestos históricos, la introducción de las reformas legales del Código Napoleónico y la reorganización de los sistemas judicial y administrativo a nivel local. La integración económica de Renania con Francia aumentó la prosperidad, especialmente en la producción industrial, y los negocios se aceleraron con la nueva eficiencia y la reducción de las barreras comerciales. Los judíos fueron liberados del gueto. La resistencia fue limitada, y la mayoría de los alemanes acogieron favorablemente el nuevo régimen, especialmente las élites urbanas, pero un punto delicado fue la hostilidad de los funcionarios franceses hacia la Iglesia católica, la religión de la mayoría de los habitantes.
Las reformas fueron permanentes y, décadas después, los obreros y campesinos de Renania seguían apelando a menudo al jacobinismo para oponerse a los programas impopulares del gobierno. La intelectualidad exigió el mantenimiento del Código Napoleónico, que permaneció en vigor durante un siglo.

## Estructura administrativa
En 1798, la administración de la región se reorganizó según el modelo francés y se dividió en departamentos. El Directorio francés encargó esta tarea al alsaciano François-Joseph Rudler y lo nombró "Comisario General de todas las tierras conquistadas entre el Mosa y el Rin y entre el Rin y el Mosela". Rudler había sido hasta entonces juez del Tribunal de Casación de París. Su división de la región en cuatro departamentos duró hasta el final del periodo francés y consistió en:
- Roer (capital: Aquisgrán),
- Sarre (capital: Tréveris),
- Rin y Mosela (capital: Coblenza),
- Mont-Tonnerre (capital: Maguncia).

Una zona del Palatinado Meridional se asignó al:
- Bajo Rin (capital: Estrasburgo).

## Cambios políticos
Además de la centralización de la administración según el modelo francés, se introdujo el resto del derecho francés. Esto incluyó el levantamiento de todos los privilegios estamentales, la creación del igualitarismo, el establecimiento de un nuevo orden judicial y la introducción del código napoleónico. Los estamentos eclesiásticos se secularizaron. A ello se unió una reestructuración fundamental de la propiedad de la tierra y de las relaciones económicas. Los principales beneficiarios fueron los ciudadanos de a pie. Menos éxito tuvo la política educativa: en lugar de reformar las universidades, la administración francesa creó institutos especializados.
Las críticas llegaron de los condados con influencia eclesiástica, así como, durante el periodo napoleónico, de los antiguos jacobinos alemanes. Mientras los primeros se quejaban de la secularización, los segundos protestaban por la supresión de la libertad. El resentimiento por el reclutamiento militar fue común en toda la población.